# Darnay Kálmán
Szentmártoni Darnay Kálmán (szül: Dorner Kálmán, Sümeg, Zala vármegye, 1864. május 11. – Sümeg, Zala vármegye, 1945. július 3.) régész, muzeológus, író, királyi tanácsos, magyar királyi tanácsos és magyar kormányfőtanácsos, az állami Darnay-múzeum alapító igazgatója.

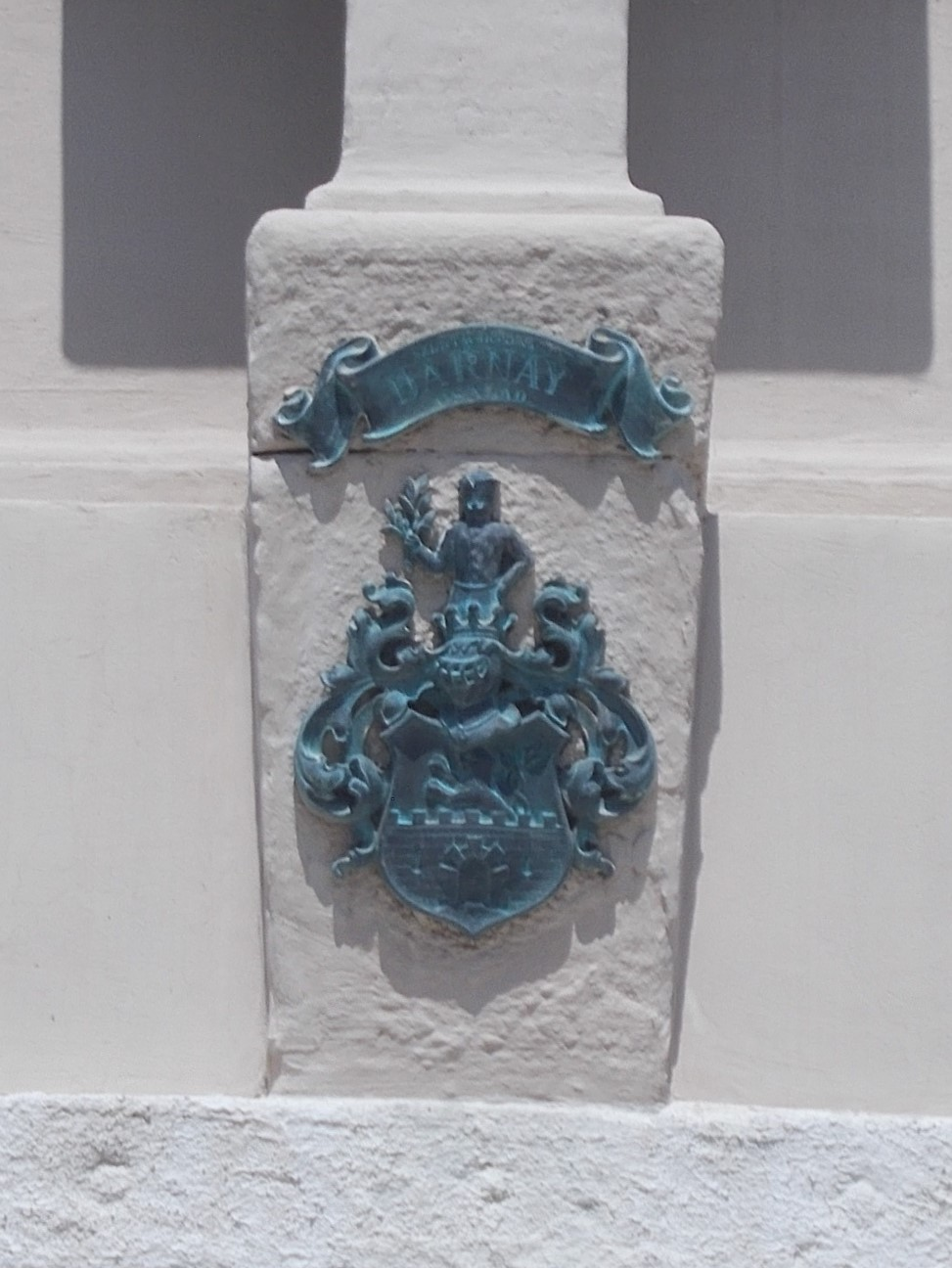
A szentmártoni Darnay család címere. Sümegi temető

## Élete
Felmenője a Sopron vármegyei lakó Dorner Péter, 1645. október 24-én III. Ferdinánd magyar királytól szerzett nemességet. Dorner Kálmán 1864. május 12-én született Sümegen. Édesapja Dorner Kajetán (1828–1907) kereskedő volt; ő magyarosíttatta a család nevét 1884-ben Darnayra, majd 1915. augusztus 16-án erre királyi engedélyt szerzett, valamint az uralkodó a "szentmártoni" nemesi előnevet adományozta neki. Darnay Kálmán édesanyja eiterizi Eitner Anna (1837–1912), a koronás arany érdemkereszt tulajdonosa, a Sümegvidéki Vöröskereszt egylet elnöke volt, akinek a szülei Eitner József (1785–1845), Sümeg város bírája, és Paczer Anna (1807–1874) voltak. Darnay Kálmán testvérei: Darnay Károly, Darnay Béla, Darnay István (1861–1895), Darnay Géza, Darnay Kajetán, Brenner Elekné Darnay Anna, és Kaiser Lajosné Darnay Emma voltak.
Iskoláit szülőhelyén és apja kérésére a kereskedelmi akadémiát Grazban végezte, ezután Ausztriában és Németországban utazgatott, ahol felkereste az ottani múzeumokat, régiségboltokat is. A kereskedői pályát választotta, de szabadidejét a régészetnek szentelte. 1887-ben átvette édesapja vaskereskedését, melyet később fűszerüzlettel is kibővített. A környéken régészeti ásatásokat folytatott.
A régiséggyűjtési szenvedélye 1877-ben kezdődött, ekkor a sümegi várban egy reneszánsz díszes sarkantyút talált. Hamarosan tekintélyes gyűjteményre tett szert régiségekből. Gyűjteményét feldolgozta, rendszerezte, ezalatt vaskereskedését alkalmazottra bízta. Később tanítványa lett Rómer Flórisnak, Pulszky Ferencnek és Hampel Józsefnek; majd bekapcsolódott a Rómer Flóris, Pulszky Ferenc és Hampel József irányításával folyó régészeti feltárásokba. Régészeti megfigyeléseit szakfolyóiratokban (Archaelogiai Értesítő, Archaeologiai Közlemények, Múzeumi és Könyvtári Értesítő, Zalai Közlöny) publikálta. 1889-ben részt vett Berlinben a régészeti konferencián. 1890-ben az Országos Régészeti és Embertani Társulat igazgatói választmányának tagjává választották.
Régészeti leletekből álló gyűjteményét az államnak adta (1907), és az abból létrejött múzeumnak igazgatója is volt. Később a gyűjtemény nagy részét más múzeumnak adták át. Behatóan foglalkozott Kisfaludy Sándor életével és munkásságával. 1897-ben az író könyvtárát, levéltárát és kéziratait ő ajándékozta a Magyar Nemzeti Múzeumnak (2154 nyomtatvány, 1017 oklevél, 118 kötet kézirat). 1915. augusztus 18-án Ferenc József császár Darnay Kajetánnak a rokonainak, köztük Darnay Kálmánnak, megengedte a névváltoztatást és a "szentmártoni" nemesi előnevet adományozta nekik. Darnay Kálmánt 1927-ben Sümeg díszpolgárává választották.

## Házassága
1899. július 4-én Sümegen, feleségül vette a helyi jómódú polgári származású Luiszer "Linka" Karolin Anna Jolán (Vöckönd, 1882. május 5.) kisasszonyt, akinek a szülei Luizer Lajos, földbirtokos, és Giugli Terézia voltak.

## Munkássága
A Vallás- és Közoktatásügyi Minisztérium megbízásából ő vezette 1895-ben a millenniumi ásatásokat a Dunántúlon, Sümeg környékén; többek között Csabrendeken, Csobáncon, Somlón, Szalacskán, Lesencetomajon, Nagykapornakon és Zalaszántón is. Négyezernél több sírt tárt fel, az itt feltárt leletekkel rakta le a sümegi múzeum alapjait. A Somogyban folytatott kutatásainaknak eredménye a szalacskai kelta pénzverő és öntőműhely feltárása is.
1897-ben a Magyar Nemzeti Múzeumnak ajándékozta a családja birtokában levő 3600 kötetes Kisfaludy Sándor-könyvtárat és a Kisfaludy család iratait is. Közel 20 ezer darabból álló hadtörténeti, néprajzi és iparművészeti gyűjteményét. a Ez a terv eredetileg 1887-ben egy, a sümegi várban előkerült sarkantyú adott gondolatot Darnay Kálmánnak múzeum megalapítására. Saját költségén rendezte be a Sümegi Muzeumot, ahol bemutatta a gyermekkora óta gyűjtött zalai és somogyi történeti és néprajzi emlékeket. Évtizedekig nagy buzgalommal növelte a muzeum anyagát.
1901 elején jó barátja, Malatinszky Ferenc zalacsányi földbirtokos, a Darnay Kálmán féle múzeumnak ajándékozta a Nóvák család régi irattárát: az irattár érdekes okmányokat tartalmazott a 15. századtól a 17. század első feléig. Legbecsesebb darabja Werbőczy ítélőmester, a nagy törvénytudós által hozott számos ítélet, továbbá sok más okmány és levél volt.
1908-ban felajánlotta gyűjteményét a nemzetnek, azzal a feltétellel, hogy míg él, Sümegen tartják. A múzeumot Állami Darnay Múzeumnak ismerték, és attól kezdve annak az igazgatója lett. 1911-ben, Darnay a Múzeumok és Könyvtárak Országos Felügyelőségének kolozsvári régész tanfolyamára járt. Az első világháború és az utána következő infláció Darnayt anyagilag teljesen tönkretette, azonban elismerésképpen 1922-ben kormányfőtanácsosi címmel tüntetik ki. Anyagi gondok miatt 1922-ben bezárta a múzeumot ideiglegenesen, de a minisztérium rendkívüli segélyekkel, majd 1927 januárjától havi 400 pengő életjáradékkal biztosította a múzeumvezető munkáját. 1938-ban a múzeum fő részét Sümegről a Keszthelyi Múzeumba szállították át, csak a Kisfaludy-emlékek maradtak Sümegen, ebből nyílt meg 1951-ben a sümegi Kisfaludy Emlékmúzeum. Sajnos azonban, a Keszthelyre került gyűjtemény a világháború végén – amikor a front elől nyugatra akarták menteni – a zalaegerszegi pályaudvaron bombázás következtében, 1945. március 28.-án, nagyrészt megsemmisült. Darnay Kálmán még értesült gyűjteménye sorsáról; talán ez is hozzájárult, hogy 1945. július 3.-án meghalt.
Számos értekezést írt az Archaeologiai Értesítőbe, ő az első hazai összefoglaló archeológiai kézikönyv szerzője is. Régészeti publikációin kívül szépirodalmi műveket is írt. Hazafias és szerelmes novelláit – kezdetben Hiksos álnéven – a helyi újságok és az Ország–Világ, vadászelbeszéléseit a Nimród közölte. Színdarabokat is írt. Történelmi regényeiben régészeti élményeit örökítette meg. Főmunkatársa volt az 1897-ben induló Sümeg és Vidéke című lapnak. Újságokat indított – ezeket a múzeum gyarapítóinak adta ajándékba – a Házibarátot (1899) és az Ingyen Naptárat (1905–14), ezenkívül kiadta A sümegi Sz. Mária című kalendáriumot is. Sümeget kultúrközponttá kívánta fejleszteni, művésztelep létrehozásán fáradozott.
Elnökének választotta a sümegi Kisfaludy-Kör és a Színpártoló Egyesület, tagja volt a győri Kisfaludy-Körnek, a Balaton Szövetségnek, a Balaton Társaságnak, valamint az Országos Régészeti és Embertani Társulat igazgatói választmányának és a "Hubertus" Magyar Vadászok Országos Egyesülete igazgatótanácsának is.

## Publikációi
Régészeti és egyéb tárgyú dolgozatai a következő lapokban és folyóiratokban jelentek meg: Zalai Közlöny (1880. Római lelet, 1882. Kisfaludy Sándor mint író és társadalmi ember, Régészet, 1877-től előfordult leletek, 1883-84. Tárczák, 1885. Kopácsy József hercegprimás életéből, Mutatvány a Kisfaludy-család levéltárából, Első hazai régészeti kongresszus, 1888. Utitárczák, Őskori temető, Tiz évi kutatásom Sümegh és vidékén, 1889-90. Humoros tárcák, Kisfaludy Károly), Magyarország és a Nagyvilág (1880. Kisfaludy S. kiadatlan levelezéseiből), Archaeológiai Értesítő (1884. 1887. Csabrendeki ásatásom, 1888. Ujabb kutatásaim, 1889. Zalamegyei bronzleletek, Sümegi etruszk bronzedények, Nyomok a dobroni urnatemetőből, Rézkori emlékek Zalamegyében, Ujabb adatok a csabrendeki urnatemetőhöz), Keszthely (1885. Sümeghi bronzlelet, 1889. Márcz. 2. Sümeghen, karcolat), Budapesti Ujság (1887. 318. sz. Kossuth imája), Pécs (1889. Réz és bronzkorról és Tört. Régész. melléklapjában: Őskorról, Etruszk bronzedények Zalában), Zalamegye (1890. Őskori lelet és tárcák Hisos álnév alatt), Magyar Szalon (1890. Kisfaludy Sándor mint physiognomus, Boszorkányvilágból, Népvándorlási temetkezések.)

## Elismerései
- 1898-ban munkássága elismeréséül a koronás arany érdemkereszttel jutalmazták.
- 1910 szeptember 14.-én királyi tanácsosi címet I. Ferenc József magyar királytól.[14]
- 1922-ben kormány-főtanácsosi címet kapott.
- 1927-ben Sümeg város díszpolgárává választotta.

## Munkái
- Sümeg és vidékének őskora (Budapest, 1899)
- Magyarország őskora (Pozsony – Budapest, 1900)
- Somogy vármegye őskora (Budapest, 1913)
- Gisimár (regény, 1913, Kaposvár)
- Tagisir (regény, 1921, Budapest)
- Testőrszerelmek (regény Kisfaludy Sándorról, Budapest, 1926)
- Kaszinózó táblabírák (anekdotagyűjtemény, I–II., Budapest, 1928)
- Bujdosó gyöngysor (történeti regény, Budapest, 1928)
- Kaszinozó táblabírák (I-II. kötet Budapest 1919)
- Sümegi útikalauz (Sümeg, 1930)
- Elkésett csók (Budapest, 1930)

## Emlékezete
- Az ő nevét viseli a Darnay Kálmán tér (egyes forrásokban csak Darnay tér) Siófokon.